# Boulevard du Temple
Der Boulevard du Temple ist ein Boulevard in Paris zwischen dem 3. und dem 11. Arrondissement.

## Lage
Er ist Teil der Kette der Grands Boulevards, die sich von West nach Ost erstreckt: Boulevards de la Madeleine, des Capucines, des Italiens, Montmartre, Poissonnière, Bonne-Nouvelle, Saint-Denis, Boulevard Saint-Martin, du Temple, des Filles-du-Calvaire und Beaumarchais. Er führt vom Place de la République zur Place Pasdeloup.
Der Boulevard du Temple ist über die Métrostationen Filles du Calvaire und République zu erreichen.

## Namensursprung
Der Boulevard du Temple erhielt seinen Namen vom Temple, dem Gebiet des Templerordens, das sich bis ins 18. Jahrhundert noch außerhalb von Paris befand.

## Geschichte
Der Boulevard du Temple folgt der Trasse der Stadtmauer von Charles V., die unter Ludwig XIV. abgerissen wurde. Die Straße wurde zwischen 1656 und 1705 mit Bäumen am Rand gebaut.
In der Zeit von Ludwig XVI. bis zur Julimonarchie war der Boulevard du Temple sehr populär: Damals nannte man ihn «Boulevard du Crime», er ist ein Ort der Spaziergänge und der Unterhaltung, an dem sich viele Café-concert und Theater konzentrierten, die sich früher an den Pariser Jahrmarktstheater Saint-Laurent und Saint-Germain befanden.
Auf diesem Boulevard fand auch am 28. Juli 1835 das Attentat auf König Louis-Philippe I. von Joseph Fieschi statt, das zwar scheiterte, aber 18 Tote und 23 Verwundete hinterließ.
Die große Pariser Neugestaltung nach den Plänen von Haussmann haben diesen Teil des Marais völlig verändert. Von den ehemaligen Theatern bleibt heute nur das Théâtre Déjazet, während die anderen der Vergrößerung des Place de la République zum Opfer fielen.

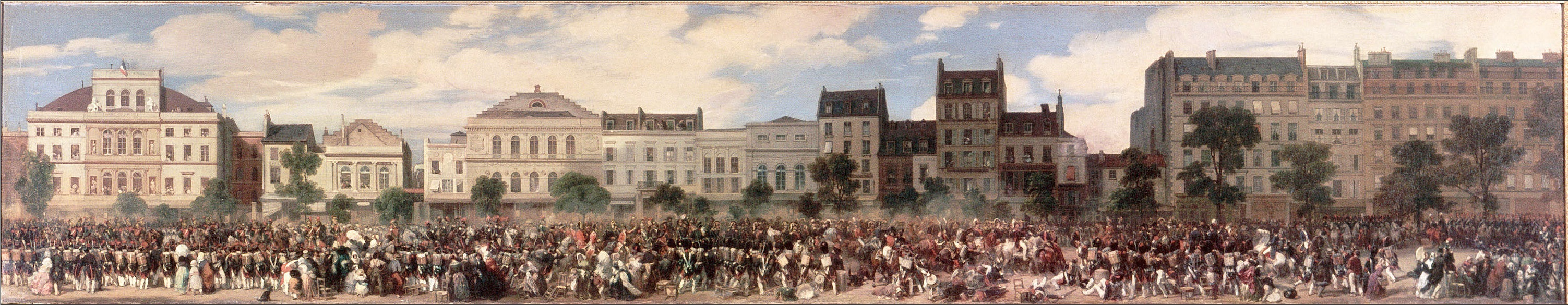
Eugène Louis Lami, Attentat de Fieschi, le 28 juillet 1835 (1845), Schloss Versailles
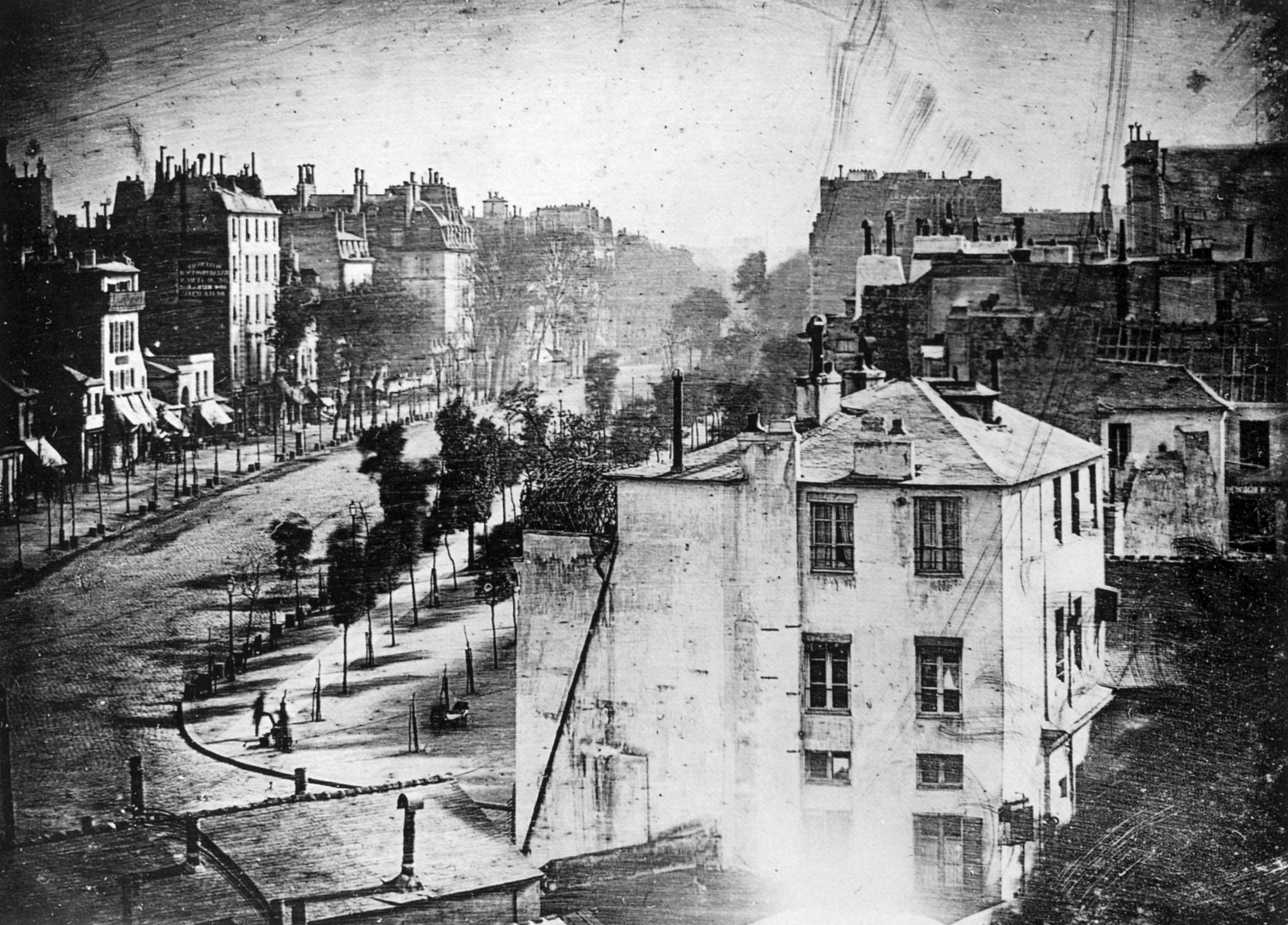
Boulevard du Temple, Paris (1838), eine der ersten Daguerreotypen. Die Aufnahme erfolgte offenbar von der aktuellen Caserne Vérines am Place de la République.
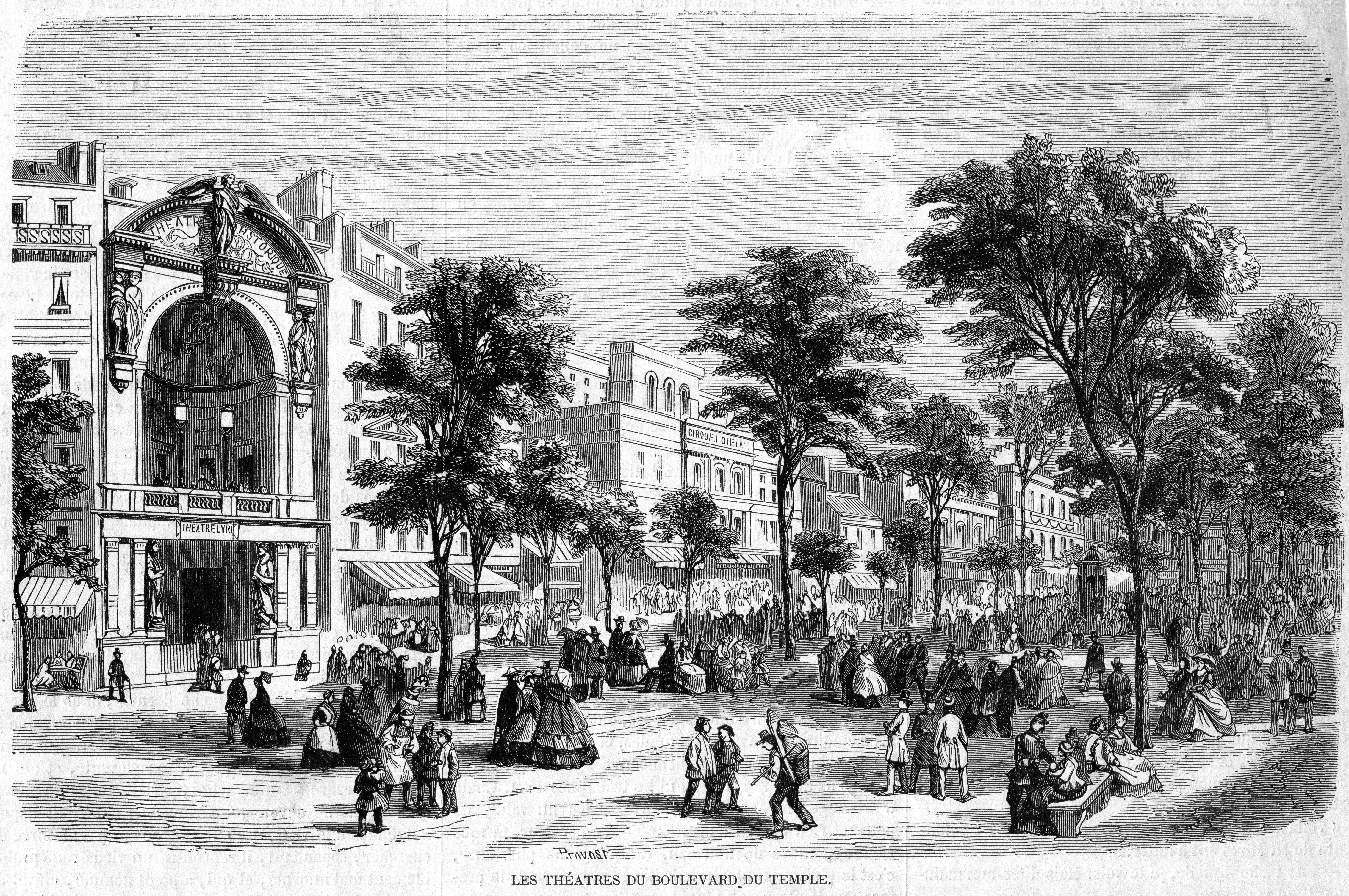
Les théâtres du boulevard du Temple im Jahr 1862 vor der Zerstörung; links: théâtre Historique/théâtre Lyrique (L’Illustration, 1862).
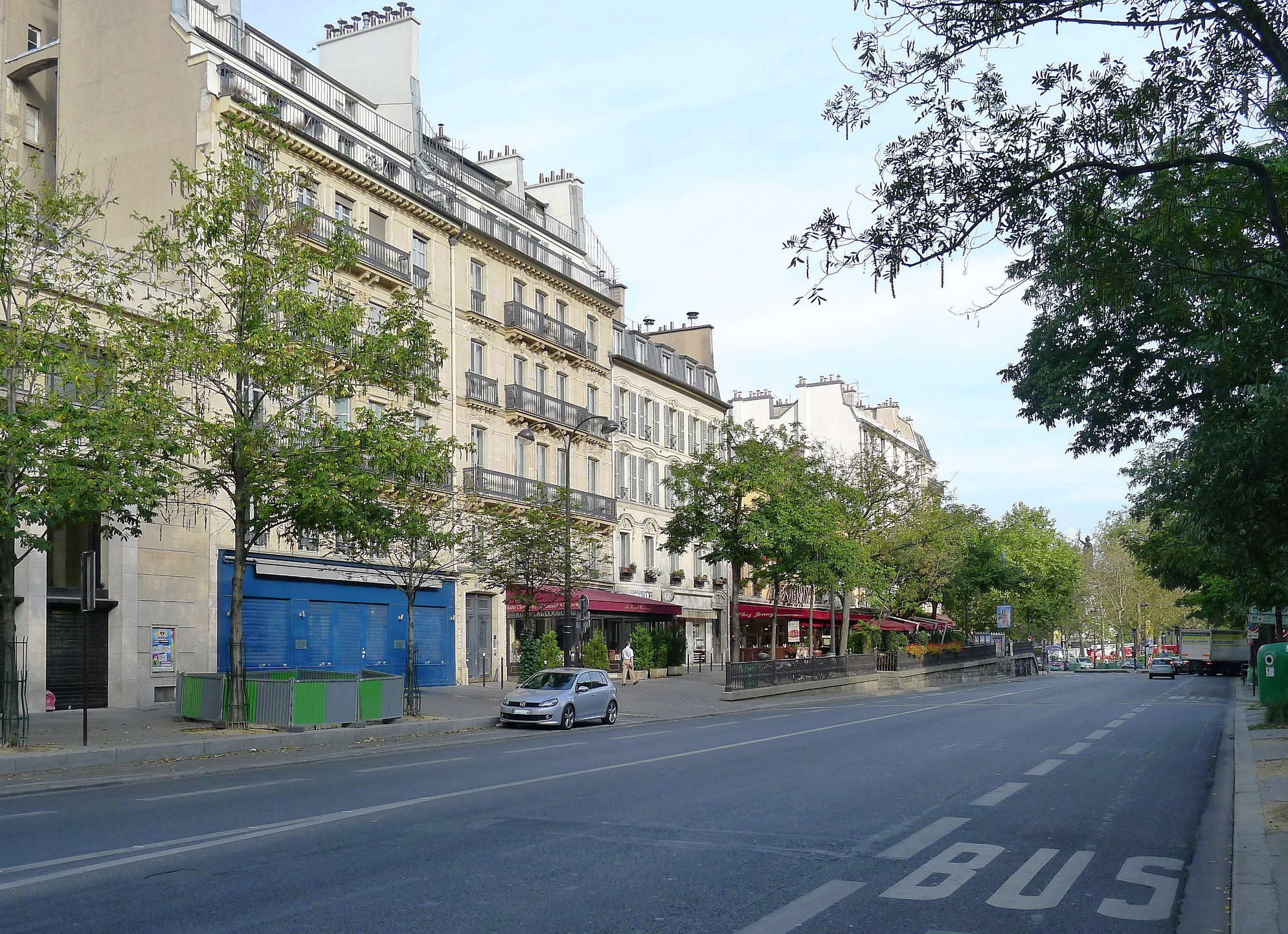
Boulevard du Temple an der Mündung in den Place de la République.

Ein rekonstruierter Boulevard du Temple ist Schauplatz des Films Kinder des Olymp (1943/45) von Marcel Carné. Er war im 18. Jahrhundert der Geburtsort des Boulevardtheaters, des Ursprungs der modernen westlichen Unterhaltungskultur. Die dortigen Theater waren Vorbilder der Wiener Vorstadttheater und des Königsstädtischen Theaters Berlin.

## Repertoire

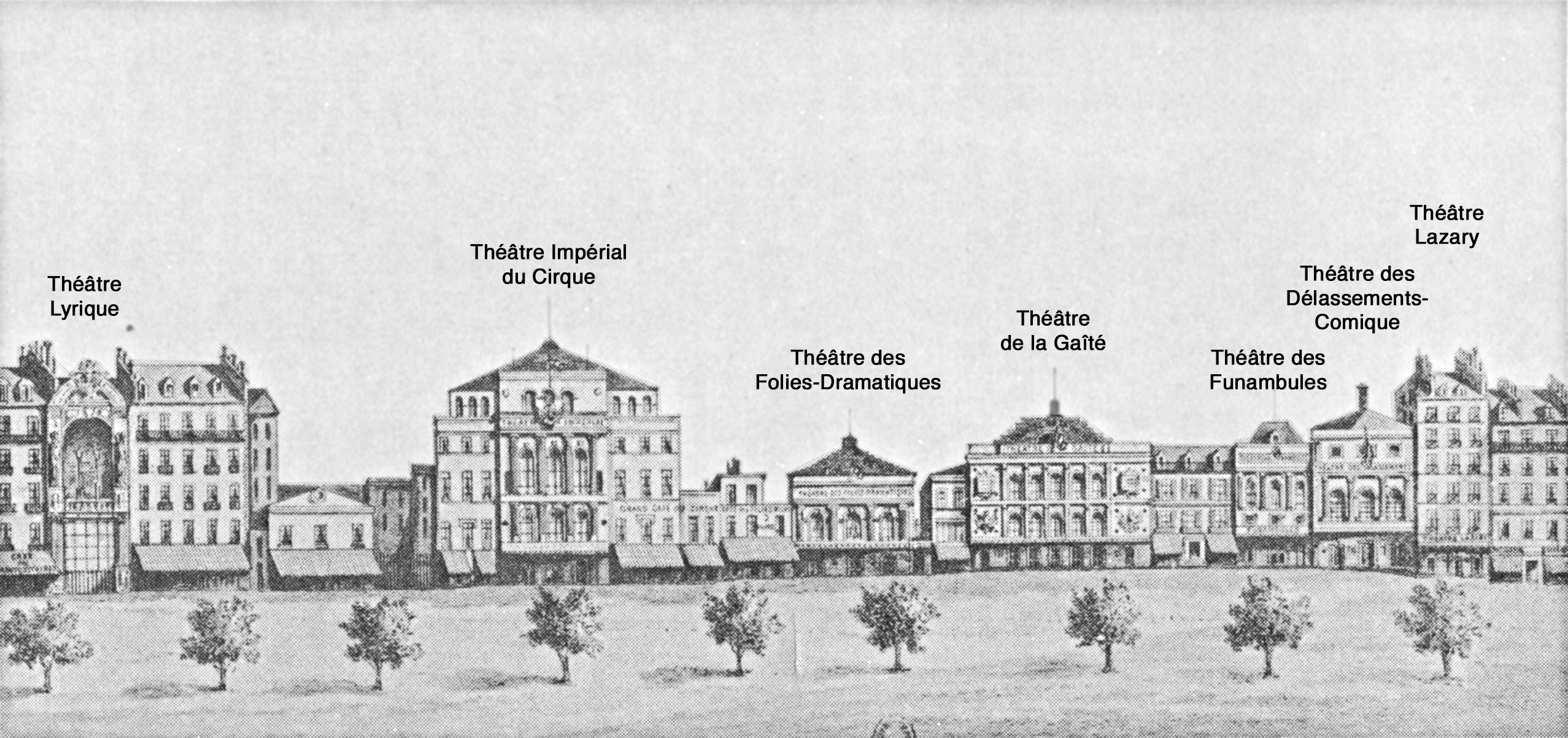
Theaterbauten am Boulevard du Temple, um 1862

Durch die vielen Kriminalstücke (vgl. Melodram), die seit etwa 1800 dort liefen, bekam der Boulevard du Temple den Spitznamen Boulevard du Crime („Boulevard des Verbrechens“). Der wichtigste Autor, Regisseur und Theaterleiter in der ersten Hälfte des 19. Jahrhunderts war Pixérécourt. Der Almanach des Spectacles zog 1823 ein Fazit der vergangenen 20 Jahre: „Tautin ist 16.302-mal erschlagen worden, Marty ist 11.000 Vergiftungen in verschiedenen Varianten erlegen, Fresnoy wurde 27.000-mal auf unterschiedliche Weise geopfert, Fräulein Adèle Dupuis hat 75.000-mal ihre Unschuld verloren“.
Allerdings wurden hier auch komische Pantomimen und Feerien aufgeführt, und Jean-Gaspard Deburau erfand die poetische Figur des Pierrot im Théâtre des Funambules.

## Theatergründungen
- 1759: Théâtre des Grands-Danseurs du Roi von Jean Baptiste Nicolet, seit 1792 Théâtre de la Gaîté
- 1769: Théâtre de l’Ambigu-Comique von Nicolas Médard Audinot, seit 1832 Théâtre des Folies-Dramatiques
- 1774: Théâtre des Associés
- 1777: Théâtre Petit Lazari
- 1779: Théâtre des Variétés-Amusantes
- 1785: Théâtre des Délassements-Comiques
- 1787: Wachsfigurenkabinett
- 1816: Théâtre des Funambules
- 1827: Cirque Olympique
- 1847: Théâtre Historique
- 1852: Théâtre Déjazet